# Ashley Greene
Ashley Michele Greene (sinh ngày 21 tháng 2 năm 1987). Cô là một diễn viên, người mẫu người Mỹ. Cô được biết đến qua vai Alice Cullen trong bộ phim ăn khách Chạng vạng năm 2008

## Đời sống cá nhân
Ashley sinh tại Jacksonville, Florida, con của Joe và Michele Greene. Lớn lên tại Middleburg và Jacksonville, cô học trường University Christian School trước khi chuyển đến Wolfson High School năm lớp 10. Năm 17 tuổi tới Los Angeles, California để theo đuổi nghiệp diễn viên. Ashley có một anh trai tên Joe, vẫn ở Jacksonville cùng gia đình.
Ashley là bạn thân với ngôi sao của Chạng vạng Kellan Lutz và Jackson Rathbone từ trước bộ phim.

## Công việc
Ashley dự định trở thành một người mẫu nhưng bị chê là không đủ cao và được khuyên nên đóng quảng cáo. Sau khi tham gia vài phim quảng cáo và dự một lớp diễn xuất, cô nhận ra mình yêu thích đóng phim hơn là làm một người mẫu. Ashley đã tham dự nhiều chương trình truyền hình như Punk'd và Crossing Jordan, trong vai trò người mẫu quảng cáo. Cú đột phá năm 2008 của cô là vai Alice Cullen trong phim Chạng vạng, dựa theo bộ tiểu thuyết cùng tên của tác giả Stephenie Meyer.

## Danh sách phim

### Phim ảnh
| Năm  | Tên                                       | Vai trò             | Ghi chú                  |
| ---- | ----------------------------------------- | ------------------- | ------------------------ |
| 2007 | King of California                        | McDonald's Customer |                          |
| 2008 | Otis                                      | Kim #4              |                          |
| 2008 | Twilight                                  | Alice Cullen        |                          |
| 2009 | Shrink                                    | Missy               |                          |
| 2009 | Summer's Blood                            | Summer Matthews     |                          |
| 2009 | The Twilight Saga: New Moon               | Alice Cullen        |                          |
| 2010 | Skateland                                 | Michelle Burkham    |                          |
| 2010 | The Twilight Saga: Eclipse                | Alice Cullen        |                          |
| 2010 | Radio Free Albemuth                       | Rhonda              |                          |
| 2011 | A Warrior's Heart                         | Brooklyn Milligan   |                          |
| 2011 | Butter                                    | Kaitlin Pickler     |                          |
| 2011 | The Twilight Saga: Breaking Dawn – Part 1 | Alice Cullen        |                          |
| 2012 | LOL                                       | Ashley              |                          |
| 2012 | The Apparition                            | Kelly               |                          |
| 2012 | The Twilight Saga: Breaking Dawn – Part 2 | Alice Cullen        |                          |
| 2013 | CBGB                                      | Lisa Kristal        |                          |
| 2014 | Wish I Was Here                           | Janine              |                          |
| 2014 | Kristy                                    | Violet              |                          |
| 2014 | Burying the Ex                            | Evelyn Morrison     |                          |
| 2015 | Staten Island Summer                      | Krystal Manicucci   |                          |
| 2015 | Shangri-La Suite                          | Priscilla Presley   |                          |
| 2016 | Urge                                      | Theresa             |                          |
| 2016 | In Dubious Battle                         | Danni Stevens       |                          |
| 2016 | Max & Me                                  | Rachel              | Lồng tiếng               |
| 2018 | Accident Man                              | Charlie Adams       |                          |
| 2018 | Antiquities                               | Ellie               |                          |
| 2019 | Bombshell                                 | Abby Huntsman       |                          |
| 2020 | Blackjack: The Jackie Ryan Story          | Jenny Burke         |                          |
| 2021 | Aftermath                                 | Natalie Dadich      | Truyền phát phim         |
| 2021 | One Shot                                  | Zoe Anderson        | vai Ashley Greene Khoury |
| 2022 | Wrong Place                               | Chloe Richards      |                          |
| 2022 | The Immaculate Room                       | Simone              |                          |
| TBA  | The Retirement Plan                       | Ashley              | Hậu kỳ                   |
| TBA  | Some Other Woman                          | Renata              | quay phim                |

### Phim truyền hình
| Năm       | Tên                  | Vai trò       | Ghi chú                                    |
| --------- | -------------------- | ------------- | ------------------------------------------ |
| 2006      | Crossing Jordan      | Ann Rappaport |                                            |
| 2006      | Mad TV               | Amber         | Tập 11.17                                  |
| 2006      | Desire               | Renata        |                                            |
| 2008      | Shark                | Natalie Faber |                                            |
| 2011      | Pan Am               | Amanda Mason  |                                            |
| 2012      | Americana            | Alice Garano  | Phi công truyền hình chưa bán được         |
| 2016      | Hell's Kitchen       | Herself       | Tập: "Khiêu vũ trong Grotto"               |
| 2016–2017 | Rogue                | Mia Rochland  | Vai chính (mùa 3–4)                        |
| 2019      | Christmas on My Mind | Lucy Lovett   | phim truyền hình                           |
| 2020      | The Charm Bracelet   | Holly Hayes   | Phim truyền hình; vai Ashley Greene Khoury |

### Video âm nhạc, Video game
| Year | Title                                 | Role                              | Notes                      |
| ---- | ------------------------------------- | --------------------------------- | -------------------------- |
| 2005 | Lyudi Invalidy / Dangerous and Moving | N/A                               | Music video for t.A.T.u    |
| 2015 | Batman: Arkham Knight                 | Barbara Gordon / Oracle / Batgirl | Video game; voice role     |
| 2019 | Step Up: High Water                   | Nine Sanders                      | Web series; recurring role |

## Phần thưởng
| Năm  | Công việc                                 | Sự kết hợp                                | Loại                                                  | Kết quả | Tham khảo |
| ---- | ----------------------------------------- | ----------------------------------------- | ----------------------------------------------------- | ------- | --------- |
| 2009 | Twilight                                  | Giải thưởng Lựa chọn của Thanh thiếu niên | Phim bình chọn: Nữ chính tươi tắn                     | Thắng   |           |
| 2009 | Twilight                                  | giải thưởng la hét                        | Nữ phụ xuất sắc nhất                                  | đề cử   |           |
| 2009 | Twilight                                  | giải thưởng la hét                        | Dàn diễn viên xuất sắc nhất                           | đề cử   |           |
| 2010 | The Twilight Saga: New Moon               | Giải thưởng Lựa chọn của Thanh thiếu niên | Scene Stealer Female                                  | Thắng   |           |
| 2010 | The Twilight Saga: New Moon               | Giải thưởng Lựa chọn của Thanh thiếu niên | Người hâm mộ cuồng nhiệt nhất (Chia sẻ với diễn viên) | Thắng   |           |
| 2010 | Herself                                   | Giải thưởng Hollywood trẻ                 | Giải biểu tượng phong cách                            | Thắng   |           |
| 2011 | The Twilight Saga: Eclipse                | Giải thưởng Lựa chọn của Thanh thiếu niên | Scene Stealer Female                                  | Thắng   |           |
| 2012 | The Twilight Saga: Breaking Dawn – Part 1 | Giải thưởng Lựa chọn của Thanh thiếu niên | Scene Stealer Female                                  | Thắng   |           |
| 2012 | Herself                                   | Giải thưởng Hollywood trẻ                 | Nữ siêu sao của ngày mai                              | Thắng   |           |